# 上杉聰
上杉 聰（うえすぎ さとし、1947年 - ）は、日本の部落史研究家、関西大学講師、日本の戦争責任資料センター事務局長。朝鮮人強制連行に関する強制動員真相究明ネットワーク共同代表。

## 経歴
岡山県出身。1970年、上智大学文学部哲学科卒業。大学卒業後、高校教師となる。
1975年、高校を辞め、大阪の被差別部落に住みながら部落史の研究を行う。
主著に、タクシー運転手で生計を立てる傍らまとめた論文「『解放令』成立過程の研究」（1980年）がある。
部落史研究の他、日本の戦争責任問題にも関心を持ち、日本の戦争責任資料センター設立にも参加し、事務局長に就任した。従軍慰安婦問題にも関わり、日本政府を慰安婦に謝罪させる運動を、北海道で拡散する取り組みを行っている。

## 主張
小林よしのり著『ゴーマニズム宣言』において自らの日本の慰安婦についての主張を批判された事を受けての反論として『脱ゴーマニズム宣言』を著した。その中で小林の記述に事実誤認が多く、詐術的論法を多用していると批判した。
2005年発刊の共著『使ったら危険「つくる会」歴史・公民教科書』（明石書店）で、扶桑社の2002年(2001年度)の赤字が新しい歴史教科書をつくる会執筆の教科書採択運動の敗北によるものであるとし、扶桑社の経営が成り立たなくなって教科書発行から手を引く可能性を指摘した。実際、2007年に扶桑社は新しい歴史教科書をつくる会との関係をビジネスを理由として解消した。その後、歴史教科書をつくる会から分裂した教科書改善の会が教科書の作成を行い、扶桑社から教科書部門として独立した育鵬社を版元とした教科書が文部科学省の検定に合格した。
2008年11月、民間懸賞において「日本は侵略国家ではなかった」と論じた田母神俊雄前航空幕僚長の論文に関して、東京新聞の取材(2008年11月1日 朝刊)に「こんなの論文じゃない」「特徴的なのは、満州事変にまったく触れていないこと。満州事変は謀略で起こしたことを旧軍部自体が認めている。論文は『相手国の了承を得ないで一方的に軍を進めたことはない』というが、満州事変一つで否定される」とコメントしている。

### 自慰史観
上杉は、1999年に発表された「小林よしのり『戦争論』を考える」というエッセイにおいて、（小林よしのりの戦争論について）「この考えを「自慰史観」とでも銘打って大いに茶化したい。だが、こうした傾向は何も彼だけの特性ではないことに注意すべきだろう」と書いている。

## 小林よしのりとの訴訟合戦
『脱ゴーマニズム宣言』の発刊を巡っては、その著書の中で『ゴーマニズム宣言』の絵を含む漫画のコマを引用として採録している事、採録されたコマの一部が改変されている事が著作権の複製権と同一性保持権の侵害に当るとし、55件の採録と5件の改変を違法とし、さらに題名に「ゴーマニズム宣言」の語を使用している事を不正競争防止法違反として、小林よしのりが1997年12月25日に著書の販売差し止めと慰謝料を求めて東京地方裁判所に提訴した。最終的に、｢1件の改変以外は全て合法｣とし、唯一の1件について同一性保持権違反として出版差し止めとする判決が確定した。
上杉側は違法とされたコマ配置の変更を修正した『脱ゴーマニズム宣言』の改訂版を出版している。
また、上杉は小林を相手取って、小林の著書「新ゴーマニズム宣言」中の風刺について、名誉毀損にあたるとして1776万円の賠償請求訴訟を起こしたが、こちらは最高裁判決を経て上杉の敗訴が確定している（新ゴー宣裁判）。

### 名誉毀損裁判
- 2000年9月8日 上杉が、小林の漫画中の風刺「ドロボー」との表現を名誉毀損として、東京地方裁判所に提訴。
- 2002年5月28日 東京地方裁判所は上杉側の訴えを全面的に棄却。後日、上杉側は控訴。
- 2003年7月31日 東京高等裁判所は上杉側の訴えを認め、小林側に謝罪広告と賠償金250万円の支払いを命ずる判決。
- 2004年7月15日 最高裁判所が高裁判決を破棄し、上杉側の訴えを棄却。上杉側の敗訴が確定[3]。上杉は「最高裁による名誉毀損不当判決」と不満を表明した。

## 著書
- 『明治維新と賤民廃止令』解放出版社、1990年
- 『天皇制と部落差別 部落差別は今なぜあるのか』三一書房、1990年
- 寺木伸明・中尾健次『部落史を読みなおす 部落の起源と中世被差別民の系譜』解放出版社、1992年
- 『部落を襲った一揆』解放出版社、1993年
- 『部落史がかわる』三一書房、1997年
- 『よみがえる部落史』社会思想社、2000年
- 『これでわかった!部落の歴史 私のダイガク講座』解放出版社、2004年　（内容は前近代）
- 『天皇制と部落差別 権力と穢れ』解放出版社、2008年
- 『これでなっとく！部落の歴史』解放出版社、2010年 （内容は近現代）
- 『日本会議とは何か: 「憲法改正」に突き進むカルト集団 』、合同出版、2016年

## 論文
- 「『解放令』成立過程の研究」（『部落解放研究』21・22号）
- 「『解放令』成立過程の研究の補遺として」（『部落解放研究』24号）
- 「部落史研究の前進のために」（『部落解放研究』50号）
- 朝治武・谷元昭信・寺木伸明・友永健三編 編「部落史研究の「学問」としての進歩と退行について」『部落解放論の最前線 多角的な視点からの展開』解放出版社、2018年12月。ISBN 978-4-7592-1034-7。